# ويل هولاند
ويل هولاند (بالإنجليزية: Will Holland)‏ هو لاعب كرة قاعدة أمريكي، ولد في 1862 في جورجتاون في الولايات المتحدة، وتوفي في 19 يوليو 1930 في فيلادلفيا في الولايات المتحدة.

## وصلات خارجية
- ويل هولاند على موقعبيزبول رفرنس.كوم (الدوري الرئيسي) (الإنجليزية)
- ويل هولاند على موقعبيزبول رفرنس.كوم (الدوري الثانوي) (الإنجليزية)